# Dhrol (Staat)
Dhrol (Gujarati ધ્રોળ રજવાડું Dhrōḷa rajavāḍuṁ) war ein Fürstenstaat Britisch-Indiens im Norden der Halbinsel Kathiawar im heutigen Bundesstaat Gujarat. Seine Hauptstadt war der Ort Dhrol.
Das Fürstentum wurde 1595 von Thakur Sahib Hardholji, einem Bruder des Jam Rawal von Nawanagar aus der Dynastie der Jadeja-Rajputen, gegründet. Dhrol war 1807–1947 ein britisches Protektorat. Es hatte 1921 eine Fläche von 732 km² und 24.000 Einwohner. Am 15. August 1947 wurde Dhrol Mitglied des Staatenbundes Saurashtra und am 15. Februar 1948 vollzog es den Anschluss an Indien (siehe Geschichte Indiens). Am 1. November 1956 wurden alle Fürstenstaaten aufgelöst und dem Bundesstaat Bombay einverleibt. Durch die Teilung von Bombay am 1. Mai 1960 kam Dhrol zu Gujarat.